# گورگن میرزویان (نوازنده کمانچه)
گورگن لئونی میرزویان (ارمنی: Գուրգեն Լևոնի Միրզոյան؛  زادهٔ ۲۹ اکتبر ۱۹۱۱ - درگذشته ۲۱ آوریل ۱۹۷۵) نوازنده کمانچه و آموزگار موسیقی اهل ارمنستان بود.

## زندگی‌نامه
وی در ۲۹ اکتبر ۱۹۱۱ در تفلیس به دنیا آمد . وی همچنین برنده جوایزی همچون هنرمند مردمی ارمنستان شوروی (۱۹۶۷) و نشان برجسته افتخار شد. وی در ۲۱ آوریل ۱۹۷۵ در سن ۶۳ سالگی در ایروان درگذشت.

## نگارخانه

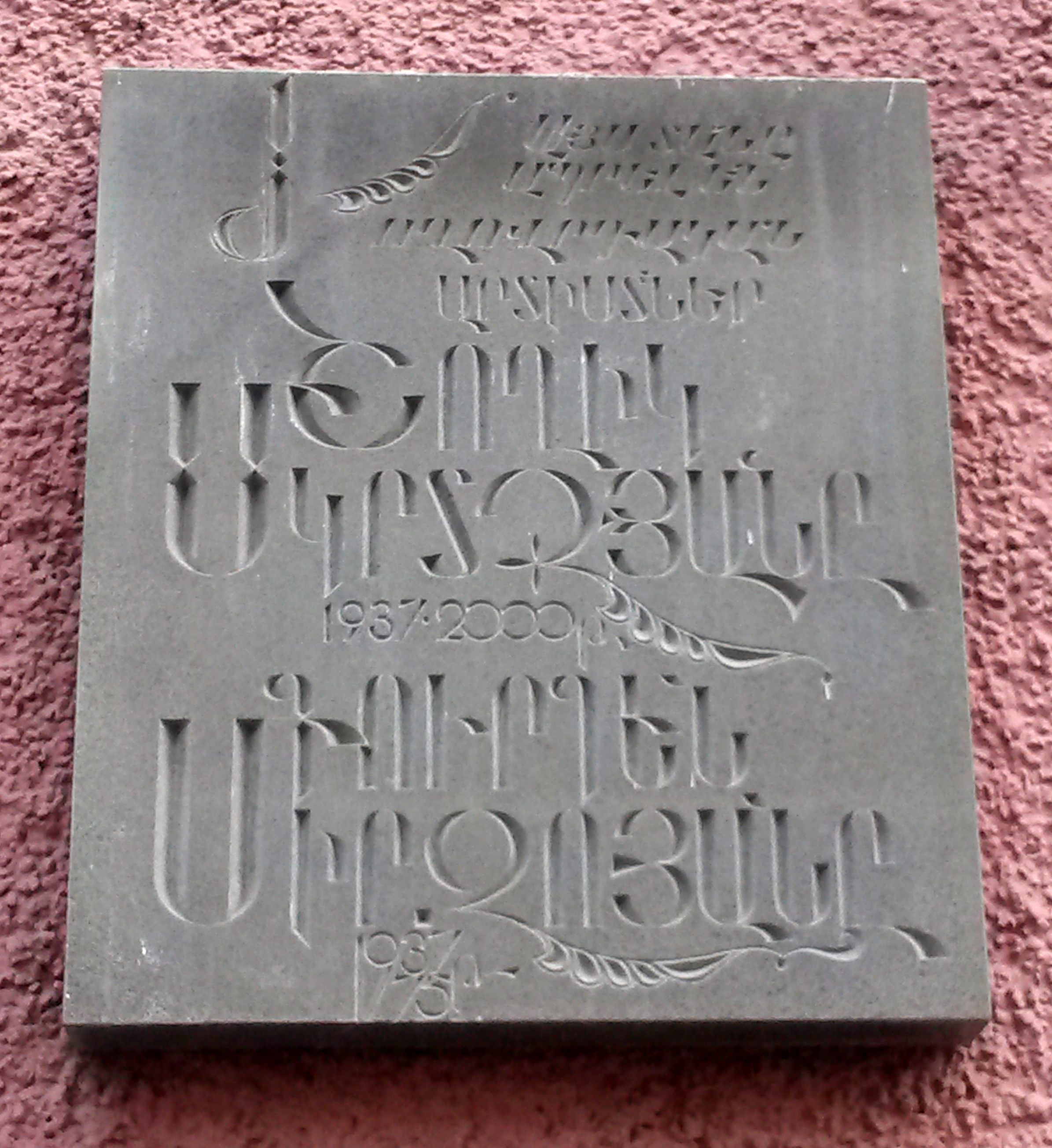